# Jakub Parzeński
Jakub Maciej Parzeński (Breslavia, 3 dicembre 1991) è un cestista polacco, che ha giocato nel campionato italiano con la Virtus Bologna.

## Carriera
Ha esordito in Polonia con la seconda squadra dello Śląsk Wrocław. È stato poi acquistato dalla Virtus Pallacanestro Bologna, con cui ha esordito in Serie A. Trasferitosi in prestito al PBG Basket Poznań, ha disputato 38 partite nella massima serie polacca, per poi fare nuovamente ritorno alla Virtus.